# Megadiestramima lecta
Megadiestramima lecta är en insektsart som beskrevs av Andrej Vasiljevitj Gorochov 1998. Megadiestramima lecta ingår i släktet Megadiestramima och familjen grottvårtbitare. Inga underarter finns listade i Catalogue of Life.